# Senopterina caerulescens
Senopterina caerulescens är en tvåvingeart som beskrevs av Friedrich Hermann Loew 1873. Senopterina caerulescens ingår i släktet Senopterina och familjen bredmunsflugor.
Artens utbredningsområde är Texas. Inga underarter finns listade i Catalogue of Life.